# كليف نيلسن
كليف نيلسن (بالإنجليزية: Cliff Nielsen)‏ هو فنان أمريكي، ولد في القرن العشرين.